# 《一个明星的诞生》获奖名单
《一个明星的诞生》是2018年的美国歌舞爱情片，布萊德利·庫柏担任男主演、导演、制片人的同时还与艾瑞克·罗斯、威尔·法特斯共同编剧。该片重拍1937年的同名电影，主要演员除庫柏外还有Lady Gaga、安德鲁·戴斯·克雷、戴夫·查普爾、山姆·埃利奧特。庫柏在片中扮演严重酗酒的音乐家，发现Lady Gaga诠释的新人歌手后两人相知相恋。2018年版也是1937年原版第四次重拍，前三次分别是1954年、1976年、2013年。
新版《一个明星的诞生》以3600万美元预算取得超过4.36亿美元全球票房，评论汇总网站爛番茄搜集的525篇评论综合认可度达九成，网站共识评述称赞影片导演灵活、表演出彩，爱情故事引人入胜，在重拍片角度再度证明好故事值得一再讲述。Metacritic搜集的60篇评论打出平均分88（最高100），代表“普遍好评”。影院评分网站抽样的观众为本片评分“A”（最高A+，最低F），PostTrak抽样的影迷认可度达九成。
电影获众多荣誉肯定，导演、编剧、摄影、配乐，庫柏、Lady Gaga、埃利奧特的演技赢得认可。美国电影学会与國家評論協會均把本片列入2018年十大佳片，庫柏、Lady Gaga、埃利奧特分别获国家评论协会奖最佳导演、最佳女主角、最佳男配角。电影获第91屆奧斯卡金像獎最佳影片等八项提名，插曲《浅滩》获最佳原创歌曲奖。
《一个明星的诞生》在第76屆金球獎角逐入围最佳影片（正剧类）等五项大奖，《浅滩》获最佳原创歌曲奖。Lady Gaga与《浅滩》分获第24屆評論家選擇電影獎最佳女主角和最佳原创歌曲。影片还在第72屆英國電影學院獎入围七项，其中庫柏就有五项，单人单届提名数在英国电影学院奖角逐中排第二。Lady Gaga因《浅滩》成为历上同一年获奥斯卡金像奖、格莱美奖、英国电影学院奖、金球奖的第一人。

## 荣誉
| 机构                                   | 颁奖日期       | 奖项                                | 提名人                                                                                             | 结果      | 参考资料        |
| -------------------------------------- | -------------- | ----------------------------------- | -------------------------------------------------------------------------------------------------- | --------- | --------------- |
| 澳大利亚影视艺术学院国际奖             | 2019年1月4日   | 最佳影片                            | 《星夢情深》                                                                                       | 提名      | [ 11 ]          |
| 澳大利亚影视艺术学院国际奖             | 2019年1月4日   | 最佳导演                            | 布萊德利·庫柏                                                                                      | 提名      | [ 11 ]          |
| 澳大利亚影视艺术学院国际奖             | 2019年1月4日   | 最佳男主角                          | 布萊德利·庫柏                                                                                      | 提名      | [ 11 ]          |
| 澳大利亚影视艺术学院国际奖             | 2019年1月4日   | 最佳女主角                          | Lady Gaga                                                                                          | 提名      | [ 11 ]          |
| 澳大利亚影视艺术学院国际奖             | 2019年1月4日   | 最佳男配角                          | 山姆·埃利奧特                                                                                      | 提名      | [ 11 ]          |
| 美国退休人士协会                       | 2019年2月4日   | 最佳影片                            | 《一个明星的诞生》                                                                                 | 提名      | [ 12 ]          |
| 美国退休人士协会                       | 2019年2月4日   | 最佳男配角                          | 山姆·埃利奧特                                                                                      | 提名      | [ 12 ]          |
| 美国退休人士协会                       | 2019年2月4日   | 读者之选调查                        | 《一个明星的诞生》                                                                                 | 獲獎      | [ 12 ]          |
| 奥斯卡金像奖                           | 2019年2月24日  | 最佳影片                            | 布萊德利·庫柏、比尔·格伯、林奈特·霍维尔                                                            | 提名      | [ 13 ]          |
| 奥斯卡金像奖                           | 2019年2月24日  | 最佳男主角                          | 布萊德利·庫柏                                                                                      | 提名      | [ 13 ]          |
| 奥斯卡金像奖                           | 2019年2月24日  | 最佳女主角                          | Lady Gaga                                                                                          | 提名      | [ 13 ]          |
| 奥斯卡金像奖                           | 2019年2月24日  | 最佳男配角                          | 山姆·埃利奧特                                                                                      | 提名      | [ 13 ]          |
| 奥斯卡金像奖                           | 2019年2月24日  | 最佳原著改编                        | 艾瑞克·罗斯、布萊德利·庫柏、威尔·法特斯                                                            | 提名      | [ 13 ]          |
| 奥斯卡金像奖                           | 2019年2月24日  | 最佳摄影                            | 马修·利巴提克                                                                                      | 提名      | [ 13 ]          |
| 奥斯卡金像奖                           | 2019年2月24日  | 最佳原创歌曲                        | Lady Gaga、馬克·朗森、安东尼·罗索曼多、安德魯·瓦耶特：《浅滩》                                     | 獲獎      | [ 13 ]          |
| 奥斯卡金像奖                           | 2019年2月24日  | 最佳音效                            | 汤姆·欧扎尼奇、迪恩·祖潘西奇、杰森·鲁德、史蒂文·莫罗                                               | 提名      | [ 13 ]          |
| 乡村音乐学院                           | 2019年8月21日  | 泰克斯·里特电影奖                   | 《一个明星的诞生》                                                                                 | 獲獎      | [ 14 ]          |
| 非裔美国人影评人协会                   | 2018年12月11日 | 十大佳片                            | 《一个明星的诞生》                                                                                 | 獲獎      | [ 15 ]          |
| 女性电影记者联盟                       | 2019年1月10日  | 最佳女主角                          | Lady Gaga                                                                                          | 提名      | [ 16 ]          |
| 美国剪辑师工会                         | 2019年2月1日   | 最佳剧情片剪辑                      | 杰伊·卡西迪                                                                                        | 提名      | [ 17 ]          |
| 美国电影艺术奖                         | 2018年11月29日 |                                     | 布萊德利·庫柏                                                                                      | 獲獎      | [ 18 ]          |
| 美国电影学会                           | 2019年1月4日   | 年度十大佳片                        | 《一个明星的诞生》                                                                                 | 獲獎      | [ 19 ]          |
| 全美音樂獎                             | 2019年11月24日 | 年度合作                            | 《浅滩》                                                                                           | 提名      | [ 20 ]          |
| 全美音樂獎                             | 2019年11月24日 | 最佳原声音乐                        | 《一个明星的诞生》                                                                                 | 提名      | [ 20 ]          |
| 美国电影摄影师协会                     | 2019年2月9日   | 最佳院线电影摄影                    | 马修·利巴提克                                                                                      | 提名      | [ 21 ]          |
| 澳大利亚表演权协会音乐奖               | 2020年5月25日  | 最佳国际演绎作品                    | 《浅滩》                                                                                           | 獲獎      | [ 22 ]          |
| 藝術指導工會                           | 2019年2月2日   | 最佳当代电影艺术指导                | 凯伦·墨菲                                                                                          | 提名      | [ 23 ]          |
| 美国作曲家、作家和发行商协会流行音乐奖 | 2020年6月17日  | 最佳歌曲                            | 《浅滩》                                                                                           | 獲獎      | [ 24 ]          |
| 奥斯汀影评人协会                       | 2019年1月7日   | 最佳男主角                          | 布萊德利·庫柏                                                                                      | 提名      | [ 25 ]          |
| 奥斯汀影评人协会                       | 2019年1月7日   | 最佳电影处女作                      | 《一个明星的诞生》                                                                                 | 提名      | [ 25 ]          |
| 澳大利亚影评人协会                     | 2019年2月15日  | 最佳英语国际电影                    | 《一个明星的诞生》                                                                                 | 提名      | [ 26 ]          |
| 公告牌音乐奖                           | 2019年5月1日   | 排行榜成就                          | Lady Gaga、布萊德利·庫柏                                                                           | 提名      | [ 27 ]          |
| 公告牌音乐奖                           | 2019年5月1日   | 最佳电影原声                        | 《一个明星的诞生》                                                                                 | 提名      | [ 27 ]          |
| 公告牌音乐奖                           | 2019年5月1日   | 最畅销歌曲                          | 《浅滩》                                                                                           | 提名      | [ 27 ]          |
| 广播音乐公司影视与视觉传媒奖           | 2019年5月15日  | 学院奖荣誉                          | 《浅滩》                                                                                           | 獲獎      | [ 28 ]          |
| 广播音乐公司流行奖                     | 2020年7月13日  | 年度最佳歌曲                        | 《浅滩》                                                                                           | 獲獎      | [ 29 ]          |
| 波迪獎                                 | 2019年3月2日   | 最佳美国电影                        | 《一个明星的诞生》                                                                                 | 提名      | [ 30 ]          |
| 英国电影学院奖                         | 2019年2月10日  | 最佳影片                            | 《一个明星的诞生》                                                                                 | 提名      | [ 31 ]          |
| 英国电影学院奖                         | 2019年2月10日  | 最佳导演                            | 布萊德利·庫柏                                                                                      | 提名      | [ 31 ]          |
| 英国电影学院奖                         | 2019年2月10日  | 最佳男主角                          | 布萊德利·庫柏                                                                                      | 提名      | [ 31 ]          |
| 英国电影学院奖                         | 2019年2月10日  | 最佳女主角                          | Lady Gaga                                                                                          | 提名      | [ 31 ]          |
| 英国电影学院奖                         | 2019年2月10日  | 最佳改编剧本                        | 艾瑞克·罗斯、布萊德利·庫柏、威尔·法特斯                                                            | 提名      | [ 31 ]          |
| 英国电影学院奖                         | 2019年2月10日  | 最佳电影音乐                        | 布萊德利·庫柏、Lady Gaga、卢卡斯·尼尔森                                                            | 獲獎      | [ 31 ]          |
| 英国电影学院奖                         | 2019年2月10日  | 最佳音效                            | 史蒂文·莫罗、阿兰·罗伯特·默里、杰森·鲁德、汤姆·欧扎尼奇、迪恩·祖潘西奇                             | 提名      | [ 31 ]          |
| BuzzAngle音乐奖                        | 2020年1月9日   | 最佳原声专辑                        | 《一个明星的诞生》                                                                                 | 獲獎      | [ 32 ]          |
| 卡普里好莱坞国际电影节                 | 2019年1月2日   | 最佳原创歌曲                        | Lady Gaga、馬克·朗森、安东尼·罗索曼多、安德鲁·怀亚特：《浅滩》                                     | 獲獎      | [ 33 ]          |
| 卡普里好莱坞国际电影节                 | 2019年1月2日   | 最佳音效剪辑                        | 《一个明星的诞生》                                                                                 | 獲獎      | [ 33 ]          |
| 卡普里好莱坞国际电影节                 | 2019年1月2日   | 最佳音效                            | 《一个明星的诞生》                                                                                 | 獲獎      | [ 33 ]          |
| 美国选角协会                           | 2019年1月31日  | 大成本剧情长片类                    | 玛丽·韦尔涅、林赛·格雷厄姆、雷林·萨博                                                              | 提名      | [ 34 ]          |
| 芝加哥影评人协会                       | 2018年12月7日  | 最佳影片                            | 《一个明星的诞生》                                                                                 | 提名      | [ 35 ]          |
| 芝加哥影评人协会                       | 2018年12月7日  | 最佳导演                            | 布萊德利·庫柏                                                                                      | 提名      | [ 35 ]          |
| 芝加哥影评人协会                       | 2018年12月7日  | 最佳男主角                          | 布萊德利·庫柏                                                                                      | 提名      | [ 35 ]          |
| 芝加哥影评人协会                       | 2018年12月7日  | 最佳女主角                          | Lady Gaga                                                                                          | 提名      | [ 35 ]          |
| 芝加哥影评人协会                       | 2018年12月7日  | 最佳改编剧本                        | 艾瑞克·罗斯、布萊德利·庫柏、威尔·法特斯                                                            | 提名      | [ 35 ]          |
| 芝加哥影评人协会                       | 2018年12月7日  | 最有前途电影人                      | 布萊德利·庫柏                                                                                      | 提名      | [ 35 ]          |
| 芝加哥影评人协会                       | 2018年12月7日  | 最有前途艺人                        | Lady Gaga                                                                                          | 提名      | [ 35 ]          |
| 美国声音效果协会奖                     | 2019年2月16日  | 真人电影类                          | 史蒂文·莫罗、汤姆·欧扎尼奇、迪恩·祖潘西奇、杰森·鲁德、托马斯·奥康奈尔、理查德·杜阿尔特             | 提名      | [ 36 ]          |
| 克里奥广告奖                           | 2018年11月15日 | 院线预告片                          | 《一个明星的诞生》（《不孤独》）                                                                   | 金奖      | [ 37 ]          |
| 克里奥广告奖                           | 2019年11月21日 | 视听类家用娱乐                      | 《一个明星的诞生》（《目标墙》）                                                                   | 铜奖      | [ 38 ]          |
| 克里奥广告奖                           | 2019年11月21日 | 院线类：视听结合宣传片              | 《一个明星的诞生》                                                                                 | 大奖      | [ 39 ]          |
| 克里奥广告奖                           | 2019年11月21日 | 院线类：综合宣传                    | 《一个明星的诞生》                                                                                 | 金奖      | [ 40 ]          |
| 克里奥广告奖                           | 2019年11月21日 | 院线类：原创内容                    | 《一个明星的诞生》（《成星之路》）                                                                 | 银奖      | [ 41 ]          |
| 克里奥广告奖                           | 2019年11月21日 | 院线预告片                          | 《一个明星的诞生》（《时光》）                                                                     | 铜奖      | [ 42 ]          |
| 服装设计师工会                         | 2019年2月19日  | 最佳当代电影服装设计                | 埃林·贝纳赫                                                                                        | 提名      | [ 43 ]          |
| 评论家选择电影奖                       | 2019年1月13日  | 最佳影片                            | 《一个明星的诞生》                                                                                 | 提名      | [ 44 ]          |
| 评论家选择电影奖                       | 2019年1月13日  | 最佳男主角                          | 布萊德利·庫柏                                                                                      | 提名      | [ 44 ]          |
| 评论家选择电影奖                       | 2019年1月13日  | 最佳女主角                          | Lady Gaga                                                                                          | 獲獎      | [ 44 ]          |
| 评论家选择电影奖                       | 2019年1月13日  | 最佳男配角                          | 山姆·埃利奧特                                                                                      | 提名      | [ 44 ]          |
| 评论家选择电影奖                       | 2019年1月13日  | 最佳导演                            | 布萊德利·庫柏                                                                                      | 提名      | [ 44 ]          |
| 评论家选择电影奖                       | 2019年1月13日  | 最佳改编剧本                        | 艾瑞克·罗斯、布萊德利·庫柏、威尔·法特斯                                                            | 提名      | [ 44 ]          |
| 评论家选择电影奖                       | 2019年1月13日  | 最佳摄影                            | 马修·利巴提克                                                                                      | 提名      | [ 44 ]          |
| 评论家选择电影奖                       | 2019年1月13日  | 最佳剪辑                            | 杰伊·卡西迪                                                                                        | 提名      | [ 44 ]          |
| 评论家选择电影奖                       | 2019年1月13日  | 最佳歌曲                            | Lady Gaga、馬克·朗森、安东尼·罗索曼多、安德鲁·怀亚特：《浅滩》                                     | 獲獎      | [ 44 ]          |
| 达拉斯—沃斯堡影评人协会                | 2018年12月17日 | 最佳影片                            | 《一个明星的诞生》                                                                                 | 獲獎      | [ 45 ]          |
| 达拉斯—沃斯堡影评人协会                | 2018年12月17日 | 最佳导演                            | 布萊德利·庫柏                                                                                      | 亚军      | [ 45 ]          |
| 达拉斯—沃斯堡影评人协会                | 2018年12月17日 | 最佳男主角                          | 布萊德利·庫柏                                                                                      | 第三      | [ 45 ]          |
| 达拉斯—沃斯堡影评人协会                | 2018年12月17日 | 最佳女主角                          | Lady Gaga                                                                                          | 亚军      | [ 45 ]          |
| 达拉斯—沃斯堡影评人协会                | 2018年12月17日 | 最佳男配角                          | 山姆·埃利奧特                                                                                      | 第三      | [ 45 ]          |
| 丹麦音乐奖                             | 2019年10月17日 | 年度国际热门                        | 《浅滩》                                                                                           | 獲獎      | [ 46 ]          |
| 底特律影评人协会                       | 2018年12月3日  | 最佳导演                            | 布萊德利·庫柏                                                                                      | 提名      | [ 47 ]          |
| 底特律影评人协会                       | 2018年12月3日  | 最佳男主角                          | 布萊德利·庫柏                                                                                      | 提名      | [ 47 ]          |
| 底特律影评人协会                       | 2018年12月3日  | 最佳女主角                          | Lady Gaga                                                                                          | 提名      | [ 47 ]          |
| 底特律影评人协会                       | 2018年12月3日  | 最佳男配角                          | 山姆·埃利奧特                                                                                      | 提名      | [ 47 ]          |
| 底特律影评人协会                       | 2018年12月3日  | 最佳突破演出                        | Lady Gaga                                                                                          | 提名      | [ 47 ]          |
| 底特律影评人协会                       | 2018年12月3日  | 最佳音乐运用                        | 《一个明星的诞生》                                                                                 | 獲獎      | [ 47 ]          |
| 美国导演工会奖                         | 2019年2月2日   | 最佳长片电影导演                    | 布萊德利·庫柏                                                                                      | 提名      | [ 48 ]          |
| 美国导演工会奖                         | 2019年2月2日   | 最佳长片电影处女作导演              | 布萊德利·庫柏                                                                                      | 提名      | [ 48 ]          |
| 道林奖                                 | 2019年1月12日  | 年度电影                            | 《一个明星的诞生》                                                                                 | 提名      | [ 49 ] [ 50 ]   |
| 道林奖                                 | 2019年1月12日  | 年度电影女主角                      | Lady Gaga                                                                                          | 提名      | [ 49 ] [ 50 ]   |
| 道林奖                                 | 2019年1月12日  | 年度电影男主角                      | 布萊德利·庫柏                                                                                      | 提名      | [ 49 ] [ 50 ]   |
| 道林奖                                 | 2019年1月12日  | 年度电影男配角                      | 山姆·埃利奧特                                                                                      | 提名      | [ 49 ] [ 50 ]   |
| 道林奖                                 | 2019年1月12日  | 年度王尔德艺术家                    | 布萊德利·庫柏                                                                                      | 提名      | [ 49 ] [ 50 ]   |
| 道林奖                                 | 2019年1月12日  | 年度王尔德艺术家                    | Lady Gaga                                                                                          | 提名      | [ 49 ] [ 50 ]   |
| 道林奖                                 | 2020年1月8日   | 年度电视音乐演出                    | 第91届奥斯卡颁奖典礼上表演《浅滩》                                                                 | 獲獎      | [ 51 ]          |
| 都柏林影评人协会                       | 2018年12月20日 | 最佳影片                            | 《一个明星的诞生》                                                                                 | 獲獎      | [ 52 ]          |
| 都柏林影评人协会                       | 2018年12月20日 | 最佳男主角                          | 布萊德利·庫柏                                                                                      | 獲獎      | [ 52 ]          |
| 都柏林影评人协会                       | 2018年12月20日 | 最佳女主角                          | Lady Gaga                                                                                          | 獲獎      | [ 52 ]          |
| 都柏林影评人协会                       | 2018年12月20日 | 最佳导演                            | 布萊德利·庫柏                                                                                      | 第三      | [ 52 ]          |
| 佛罗里达影评人协会                     | 2018年12月21日 | 最佳电影处女作                      | 《一个明星的诞生》                                                                                 | 提名      | [ 53 ]          |
| 弗雷德里克奖                           | 2019年3月12日  | 最佳外国专辑                        | 《一个明星的诞生》                                                                                 | 提名      | [ 54 ]          |
| 丹麦GAFFA奖                            | 2020年2月26日  | 年度佳作                            | 《浅滩》                                                                                           | 提名      | [ 55 ]          |
| 挪威GAFFA奖                            | 2019年1月21日  | 年度国际歌曲                        | 《浅滩》                                                                                           | 提名      | [ 56 ]          |
| 瑞典GAFFA奖                            | 2019年2月21日  | 年度国际歌曲                        | 《浅滩》                                                                                           | 獲獎      | [ 57 ]          |
| 同志年会奖                             | 2019年2月4日   | 年度歌曲                            | 《浅滩》                                                                                           | 獲獎      | [ 58 ]          |
| 乔治亚影评人协会                       | 2019年1月12日  | 最佳影片                            | 《一个明星的诞生》                                                                                 | 獲獎      | [ 59 ]          |
| 乔治亚影评人协会                       | 2019年1月12日  | 最佳导演                            | 布萊德利·庫柏                                                                                      | 提名      | [ 59 ]          |
| 乔治亚影评人协会                       | 2019年1月12日  | 最佳男主角                          | 布萊德利·庫柏                                                                                      | 提名      | [ 59 ]          |
| 乔治亚影评人协会                       | 2019年1月12日  | 最佳女主角                          | Lady Gaga                                                                                          | 提名      | [ 59 ]          |
| 乔治亚影评人协会                       | 2019年1月12日  | 最佳男配角                          | 山姆·埃利奧特                                                                                      | 獲獎      | [ 59 ]          |
| 乔治亚影评人协会                       | 2019年1月12日  | 最佳改编剧本                        | 艾瑞克·罗斯、布萊德利·庫柏、威尔·法特斯                                                            | 提名      | [ 59 ]          |
| 乔治亚影评人协会                       | 2019年1月12日  | 最佳原创歌曲                        | 杰森·伊斯贝尔：《或许正当时》                                                                      | 提名      | [ 59 ]          |
| 乔治亚影评人协会                       | 2019年1月12日  | 最佳原创歌曲                        | Lady Gaga、馬克·朗森、安东尼·罗索曼多、安德鲁·怀亚特：《浅滩》                                     | 獲獎      | [ 59 ]          |
| 乔治亚影评人协会                       | 2019年1月12日  | 突破奖                              | Lady Gaga                                                                                          | 提名      | [ 59 ]          |
| 环球奖                                 | 2019年3月7日   | 最佳歌曲                            | 《浅滩》                                                                                           | 提名      | [ 60 ]          |
| 金鹰奖                                 | 2019年1月25日  | 最佳外语片                          | 《一个明星的诞生》                                                                                 | 提名      | [ 61 ] [ 62 ]   |
| 金球獎                                 | 2019年1月6日   | 最佳影片（正剧类）                  | 《一个明星的诞生》                                                                                 | 提名      | [ 63 ]          |
| 金球獎                                 | 2019年1月6日   | 最佳导演                            | 布萊德利·庫柏                                                                                      | 提名      | [ 63 ]          |
| 金球獎                                 | 2019年1月6日   | 最佳电影男主角（正剧类）            | 布萊德利·庫柏                                                                                      | 提名      | [ 63 ]          |
| 金球獎                                 | 2019年1月6日   | 最佳电影女主角（正剧类）            | Lady Gaga                                                                                          | 提名      | [ 63 ]          |
| 金球獎                                 | 2019年1月6日   | 最佳原创歌曲                        | Lady Gaga、馬克·朗森、安东尼·罗索曼多、安德鲁·怀亚特：《浅滩》                                     | 獲獎      | [ 63 ]          |
| 金番茄奖                               | 2019年1月11日  | 2018年最佳大范围上映电影            | 《一个明星的诞生》                                                                                 | 5th place | [ 64 ]          |
| 金番茄奖                               | 2019年1月11日  | 2018年最佳导演处女作                | 《一个明星的诞生》                                                                                 | 獲獎      | [ 64 ]          |
| 金番茄奖                               | 2019年1月11日  | 2018年最佳歌舞片                    | 《一个明星的诞生》                                                                                 | 獲獎      | [ 64 ]          |
| 金番茄奖                               | 2019年1月11日  | 2018年影迷之选                      | 《一个明星的诞生》                                                                                 | 亚军      | [ 64 ]          |
| 金预告片奖                             | 2019年5月29日  | 最佳剧情片                          | 《一个明星的诞生》（《不孤独》）                                                                   | 獲獎      | [ 65 ]          |
| 金预告片奖                             | 2019年5月29日  | 最佳歌舞片                          | 《一个明星的诞生》（《不孤独》）                                                                   | 提名      | [ 65 ]          |
| 金预告片奖                             | 2019年5月29日  | 最佳爱情片                          | 《一个明星的诞生》（《不孤独》）                                                                   | 獲獎      | [ 65 ]          |
| 金预告片奖                             | 2019年5月29日  | 最佳爱情片                          | 《一个明星的诞生》（《美》）                                                                       | 提名      | [ 65 ]          |
| 金预告片奖                             | 2019年5月29日  | 唐·拉方丹奖最佳配音                 | 《一个明星的诞生》（《时光》）                                                                     | 提名      | [ 65 ]          |
| 金预告片奖                             | 2019年5月29日  | 最佳家用娱乐剧情片                  | 《一个明星的诞生》（《目标墙》）                                                                   | 提名      | [ 65 ]          |
| 金预告片奖                             | 2019年5月29日  | 最佳剧情片电视宣传片                | 《一个明星的诞生》（《出路》）                                                                     | 獲獎      | [ 65 ]          |
| 金预告片奖                             | 2019年5月29日  | 最佳歌舞片电视宣传片                | 《一个明星的诞生》（《12音符》）                                                                   | 獲獎      | [ 65 ]          |
| 金预告片奖                             | 2019年5月29日  | 最佳歌舞片电视宣传片                | 《一个明星的诞生》（《人生》）                                                                     | 提名      | [ 65 ]          |
| 金预告片奖                             | 2019年5月29日  | 最佳爱情片电视宣传片                | 《一个明星的诞生》（《人生》）                                                                     | 提名      | [ 65 ]          |
| 金预告片奖                             | 2019年5月29日  | 最佳剧情片海报                      | 《一个明星的诞生》                                                                                 | 提名      | [ 65 ]          |
| 金预告片奖                             | 2019年5月29日  | 全类别最佳广播/音频广告             | 《一个明星的诞生》（《体验》）                                                                     | 獲獎      | [ 65 ]          |
| 葛萊美獎                               | 2019年2月10日  | 年度唱片                            | Lady Gaga、布萊德利·庫柏、本杰明·赖斯、汤姆·埃尔姆希尔斯特、兰迪·梅里尔：《浅滩》                  | 提名      | [ 66 ]          |
| 葛萊美獎                               | 2019年2月10日  | 年度歌曲                            | Lady Gaga、馬克·朗森、安东尼·罗索曼多、安德鲁·怀亚特：《浅滩》                                     | 提名      | [ 66 ]          |
| 葛萊美獎                               | 2019年2月10日  | 最佳流行组合                        | Lady Gaga、布萊德利·庫柏：《浅滩》                                                                 | 獲獎      | [ 66 ]          |
| 葛萊美獎                               | 2019年2月10日  | 最佳视觉媒体歌曲                    | Lady Gaga、馬克·朗森、安东尼·罗索曼多、安德鲁·怀亚特：《浅滩》                                     | 獲獎      | [ 66 ]          |
| 葛萊美獎                               | 2020年1月26日  | 年度歌曲                            | 娜塔莉·亨比、Lady Gaga、希拉里·林赛、罗莉·麦坎纳：《永遠記得我們現在的樣子》                       | 提名      | [ 67 ]          |
| 葛萊美獎                               | 2020年1月26日  | 最佳视觉媒体配乐专辑                | 《一个明星的诞生》                                                                                 | 獲獎      | [ 67 ]          |
| 葛萊美獎                               | 2020年1月26日  | 最佳视觉媒体歌曲                    | 娜塔莉·亨比、Lady Gaga、希拉里·林赛、亚伦·雷蒂埃尔：《不再愛戀》                                   | 獲獎      | [ 67 ]          |
| 巴西电影大奖                           | 2019年8月14日  | 最佳外国电影（民众之选）            | 《一个明星的诞生》                                                                                 | 獲獎      | [ 68 ]          |
| 词曲作家与音乐出版商协会               | 2019年12月2日  | 年度国际作品                        | 《浅滩》                                                                                           | 獲獎      | [ 69 ]          |
| 音乐监督工会奖                         | 2019年2月13日  | 超2500万美元预算电影最佳音乐监督    | 朱莉安·乔丹、朱莉娅·米歇尔斯                                                                       | 獲獎      | [ 70 ]          |
| 音乐监督工会奖                         | 2019年2月13日  | 最佳电影歌曲/录音                   | 《浅滩》                                                                                           | 獲獎      | [ 70 ]          |
| Hito流行音樂獎                         | 2019年6月2日   | 年度西洋歌曲                        | 《浅滩》                                                                                           | 獲獎      | [ 71 ]          |
| 好莱坞影评人协会                       | 2019年1月9日   | 最佳影片                            | 《一个明星的诞生》                                                                                 | 提名      | [ 72 ] [ 73 ]   |
| 好莱坞影评人协会                       | 2019年1月9日   | 最佳男主角                          | 布萊德利·庫柏                                                                                      | 提名      | [ 72 ] [ 73 ]   |
| 好莱坞影评人协会                       | 2019年1月9日   | 最佳女主角                          | Lady Gaga                                                                                          | 提名      | [ 72 ] [ 73 ]   |
| 好莱坞影评人协会                       | 2019年1月9日   | 最佳男配角                          | 山姆·埃利奧特                                                                                      | 提名      | [ 72 ] [ 73 ]   |
| 好莱坞影评人协会                       | 2019年1月9日   | 最佳改编剧本                        | 布萊德利·庫柏、艾瑞克·罗斯                                                                         | 提名      | [ 72 ] [ 73 ]   |
| 好莱坞影评人协会                       | 2019年1月9日   | 最佳男导演                          | 布萊德利·庫柏                                                                                      | 提名      | [ 72 ] [ 73 ]   |
| 好莱坞影评人协会                       | 2019年1月9日   | 最佳长片处女作                      | 布萊德利·庫柏                                                                                      | 提名      | [ 72 ] [ 73 ]   |
| 好莱坞影评人协会                       | 2019年1月9日   | 最佳突破演出                        | Lady Gaga                                                                                          | 提名      | [ 72 ] [ 73 ]   |
| 好莱坞影评人协会                       | 2019年1月9日   | 最佳原创歌曲                        | 《浅滩》                                                                                           | 獲獎      | [ 72 ] [ 73 ]   |
| 好萊塢電影獎                           | 2018年11月4日  | 好莱坞摄影奖                        | 马修·利巴提克                                                                                      | 獲獎      | [ 74 ]          |
| 好莱坞音乐传媒奖                       | 2018年11月14日 | 最佳电影原创歌曲                    | Lady Gaga、馬克·朗森、安东尼·罗索曼多、安德鲁·怀亚特：《浅滩》                                     | 獲獎      | [ 75 ]          |
| 好莱坞音乐传媒奖                       | 2018年11月14日 | 最佳电影音乐监督                    | 朱莉安·乔丹、朱莉娅·米歇尔斯                                                                       | 獲獎      | [ 75 ]          |
| 好莱坞音乐传媒奖                       | 2018年11月14日 | 最佳原声唱片                        | 《一个明星的诞生》                                                                                 | 提名      | [ 75 ]          |
| 好莱坞职业协会                         | 2019年11月21日 | 最佳院线电影剪辑                    | 杰伊·卡西迪                                                                                        | 提名      | [ 76 ]          |
| 休斯顿影评人协会                       | 2019年1月3日   | 最佳影片                            | 《一个明星的诞生》                                                                                 | 提名      | [ 77 ]          |
| 休斯顿影评人协会                       | 2019年1月3日   | 最佳导演                            | 布萊德利·庫柏                                                                                      | 提名      | [ 77 ]          |
| 休斯顿影评人协会                       | 2019年1月3日   | 最佳男主角                          | 布萊德利·庫柏                                                                                      | 提名      | [ 77 ]          |
| 休斯顿影评人协会                       | 2019年1月3日   | 最佳女主角                          | Lady Gaga                                                                                          | 提名      | [ 77 ]          |
| 休斯顿影评人协会                       | 2019年1月3日   | 最佳原创歌曲                        | Lady Gaga、馬克·朗森、安东尼·罗索曼多、安德鲁·怀亚特：《浅滩》                                     | 獲獎      | [ 77 ]          |
| 匈牙利音乐奖                           | 2019年4月5日   | 年度外国流行摇滚专辑                | 《一个明星的诞生》                                                                                 | 獲獎      | [ 78 ]          |
| IGN奖                                  | 2018年12月21日 | 年度最佳电影                        | 《一个明星的诞生》                                                                                 | 提名      | [ 79 ]          |
| IGN奖                                  | 2018年12月21日 | 最佳电影主角                        | 布萊德利·庫柏                                                                                      | 提名      | [ 79 ]          |
| IGN奖                                  | 2018年12月21日 | 最佳电影主角                        | Lady Gaga                                                                                          | 亚军      | [ 79 ]          |
| IGN奖                                  | 2018年12月21日 | 最佳电影配角                        | 山姆·埃利奧特                                                                                      | 提名      | [ 79 ]          |
| IGN奖                                  | 2018年12月21日 | 最佳电影导演                        | 布萊德利·庫柏                                                                                      | 提名      | [ 79 ]          |
| IGN奖                                  | 2018年12月21日 | 最佳剧情片                          | 《一个明星的诞生》                                                                                 | 獲獎      | [ 79 ]          |
| IHeartRadio音樂獎                      | 2019年3月14日  | 震撼人心歌曲                        | 《不再愛戀》                                                                                       | 獲獎      | [ 80 ]          |
| IndieWire影评人奖                      | 2018年12月17日 | 最佳男配角                          | 山姆·埃利奧特                                                                                      | 第五      | [ 81 ]          |
| IndieWire影评人奖                      | 2018年12月17日 | 最佳长片电影处女作                  | 《一个明星的诞生》                                                                                 | 第四      | [ 81 ]          |
| Camerimage電影攝影藝術國際影展         | 2018年11月10日 | 主竞赛单元（金蛙奖）                | 马修·利巴提克                                                                                      | 提名      | [ 82 ]          |
| 木星奖                                 | 2019年3月27日  | 最佳国际电影                        | 《一个明星的诞生》                                                                                 | 提名      | [ 83 ]          |
| 木星奖                                 | 2019年3月27日  | 最佳国际女主角                      | Lady Gaga                                                                                          | 提名      | [ 83 ]          |
| 洛杉矶意大利电影节                     | 2019年2月17日  | 最佳音效与音效剪辑                  | 阿兰·罗伯特·默里、汤姆·欧扎尼奇、杰森·鲁德、迪恩·祖潘西奇                                          | 獲獎      | [ 84 ]          |
| 化妆师与发型师工会                     | 2019年2月16日  | 最佳当代长片化妆                    | 维·尼尔、黛比·佐勒、莎拉·坦诺                                                                      | 獲獎      | [ 85 ]          |
| 化妆师与发型师工会                     | 2019年2月16日  | 最佳当代长片发型                    | 洛瑞·麦考伊-贝尔、乔伊·萨帕塔、弗雷德里克·阿斯皮拉斯                                               | 提名      | [ 85 ]          |
| 电影音效剪辑师                         | 2019年2月17日  | 歌舞片类                            | 《一个明星的诞生》                                                                                 | 提名      | [ 86 ]          |
| 电影音效剪辑师                         | 2019年2月17日  | 长片电影对白音效                    | 《一个明星的诞生》                                                                                 | 提名      | [ 86 ]          |
| MTV千禧年奖                            | 2019年6月23日  | 全球热曲                            | 《浅滩》                                                                                           | 提名      | [ 87 ]          |
| 巴西MTV千禧年奖                        | 2019年7月3日   | 全球热曲                            | 《浅滩》                                                                                           | 獲獎      | [ 88 ]          |
| 巴西MTV千禧年奖                        | 2019年7月3日   | 年度组合                            | Lady Gaga、布萊德利·庫柏                                                                           | 提名      | [ 88 ]          |
| MTV影視大獎                            | 2019年6月17日  | 最佳电影演员                        | Lady Gaga                                                                                          | 獲獎      | [ 89 ]          |
| MTV影視大獎                            | 2019年6月17日  | 最佳音乐桥段                        | 《浅滩》                                                                                           | 獲獎      | [ 89 ]          |
| MTV音樂錄影帶大獎                      | 2019年8月26日  | 年度歌曲                            | 《浅滩》                                                                                           | 提名      | [ 90 ]          |
| MTV音樂錄影帶大獎                      | 2019年8月26日  | 最佳协作                            | 《浅滩》                                                                                           | 提名      | [ 90 ]          |
| 音樂電視網                             | 2019年12月11日 | 最热门20首音乐视频                  | 《浅滩》                                                                                           | 獲獎      | [ 91 ]          |
| 國家評論協會                           | 2018年11月27日 | 十大佳片                            | 《一个明星的诞生》                                                                                 | 獲獎      | [ 92 ]          |
| 國家評論協會                           | 2018年11月27日 | 最佳女主角                          | Lady Gaga                                                                                          | 獲獎      | [ 92 ]          |
| 國家評論協會                           | 2018年11月27日 | 最佳导演                            | 布萊德利·庫柏                                                                                      | 獲獎      | [ 92 ]          |
| 國家評論協會                           | 2018年11月27日 | 最佳男配角                          | 山姆·埃利奧特                                                                                      | 獲獎      | [ 92 ]          |
| 英国国家电影奖                         | 2019年3月27日  | 最佳国际电影                        | 《一个明星的诞生》                                                                                 | 提名      | [ 93 ]          |
| 纽约在线影评人协会                     | 2018年12月9日  | 十大佳片                            | 《一个明星的诞生》                                                                                 | 獲獎      | [ 94 ]          |
| NRJ音乐奖                              | 2019年11月9日  | 年度国际组合                        | Lady Gaga、布萊德利·庫柏                                                                           | 獲獎      | [ 95 ]          |
| OGAE歌唱大赛                           | 2019年11月9日  | 歌唱大赛奖                          | 《浅滩》                                                                                           | 第二      | [ 96 ]          |
| 在线影评人协会                         | 2019年1月2日   | 最佳影片                            | 《一个明星的诞生》                                                                                 | 第十      | [ 97 ]          |
| 在线影评人协会                         | 2019年1月2日   | 最佳男主角                          | 布萊德利·庫柏                                                                                      | 提名      | [ 97 ]          |
| 在线影评人协会                         | 2019年1月2日   | 最佳女主角                          | Lady Gaga                                                                                          | 提名      | [ 97 ]          |
| 在线影评人协会                         | 2019年1月2日   | 最佳长片处女作                      | 布萊德利·庫柏                                                                                      | 提名      | [ 97 ]          |
| 在线影评人协会                         | 2019年1月2日   | 最佳原创歌曲                        | 《一个明星的诞生》                                                                                 | 獲獎      | [ 97 ]          |
| 棕榈泉国际电影节                       | 2019年1月3日   | 年度导演                            | 布萊德利·庫柏                                                                                      | 獲獎      | [ 98 ]          |
| 美國製片人協會                         | 2019年1月19日  | 最佳院线电影                        | 比尔·格伯、布萊德利·庫柏、林奈特·霍维尔                                                            | 提名      | [ 99 ]          |
| Promax奖                               | 2019年6月6日   | 《幕后》促销宣传                    | 《一个明星的诞生》                                                                                 | 金奖      | [ 100 ]         |
| 酷儿奖                                 | 2019年2月27日  | 大片奖                              | 《一个明星的诞生》                                                                                 | 提名      | [ 101 ]         |
| 羅伯獎                                 | 2019年2月3日   | 最佳美国电影                        | 《一个明星的诞生》                                                                                 | 提名      | [ 102 ]         |
| 外套熊                                 | 2019年8月13日  | 年度外国歌曲                        | 《浅滩》                                                                                           | 獲獎      | [ 103 ]         |
| 香港电台国际流行音乐大奖               | 2019年5月10日  | 全年最受歡迎十大國際金曲            | 《浅滩》                                                                                           | 獲獎      | [ 104 ]         |
| 香港电台国际流行音乐大奖               | 2019年5月10日  | 全年至尊金曲                        | 《浅滩》                                                                                           | 獲獎      | [ 104 ]         |
| 香港电台国际流行音乐大奖               | 2019年5月10日  | 全年最佳銷量英文/日文/韓文/原聲專輯 | 《一个明星的诞生》                                                                                 | 獲獎      | [ 104 ]         |
| 聖地牙哥影評人協會                     | 2018年12月10日 | 最佳女主角                          | Lady Gaga                                                                                          | 提名      | [ 105 ]         |
| 聖地牙哥影評人協會                     | 2018年12月10日 | 最佳男配角                          | 山姆·埃利奧特                                                                                      | 提名      | [ 105 ]         |
| 聖地牙哥影評人協會                     | 2018年12月10日 | 最佳电影音乐运用                    | 《一个明星的诞生》                                                                                 | 提名      | [ 105 ]         |
| 旧金山影评人协会                       | 2018年12月9日  | 最佳女主角                          | Lady Gaga                                                                                          | 提名      | [ 106 ]         |
| 圣巴巴拉国际电影节                     | 2019年2月5日   | 大师奖                              | 山姆·埃利奧特                                                                                      | 獲獎      | [ 107 ]         |
| 卫星奖                                 | 2019年2月17日  | 最佳影片（音乐剧/喜剧类）           | 《一个明星的诞生》                                                                                 | 獲獎      | [ 108 ]         |
| 卫星奖                                 | 2019年2月17日  | 最佳导演                            | 布萊德利·庫柏                                                                                      | 提名      | [ 108 ]         |
| 卫星奖                                 | 2019年2月17日  | 最佳电影男主角（音乐剧/喜剧类）     | 布萊德利·庫柏                                                                                      | 提名      | [ 108 ]         |
| 卫星奖                                 | 2019年2月17日  | 最佳电影女主角（音乐剧/喜剧类）     | Lady Gaga                                                                                          | 提名      | [ 108 ]         |
| 卫星奖                                 | 2019年2月17日  | 最佳男配角                          | 山姆·埃利奧特                                                                                      | 提名      | [ 108 ]         |
| 卫星奖                                 | 2019年2月17日  | 最佳改编剧本                        | 布萊德利·庫柏、艾瑞克·罗斯                                                                         | 提名      | [ 108 ]         |
| 卫星奖                                 | 2019年2月17日  | 最佳剪辑                            | 杰伊·卡西迪                                                                                        | 提名      | [ 108 ]         |
| 卫星奖                                 | 2019年2月17日  | 最佳摄影                            | 马修·利巴提克                                                                                      | 獲獎      | [ 108 ]         |
| 卫星奖                                 | 2019年2月17日  | 最佳原创歌曲                        | Lady Gaga、馬克·朗森、安东尼·罗索曼多、安德鲁·怀亚特：《浅滩》                                     | 獲獎      | [ 108 ]         |
| 卫星奖                                 | 2019年2月17日  | 最佳服装设计                        | 埃林·贝纳赫                                                                                        | 提名      | [ 108 ]         |
| 卫星奖                                 | 2019年2月17日  | 最佳音效                            | 《一个明星的诞生》                                                                                 | 提名      | [ 108 ]         |
| 美國演員工會獎                         | 2019年1月27日  | 最佳群体演出                        | 戴夫·查普爾、安德鲁·戴斯·克雷、布萊德利·庫柏、山姆·埃利奧特、拉斐·加弗隆、Lady Gaga、安東尼·拉莫斯 | 提名      | [ 109 ]         |
| 美國演員工會獎                         | 2019年1月27日  | 最佳男主角                          | 布萊德利·庫柏                                                                                      | 提名      | [ 109 ]         |
| 美國演員工會獎                         | 2019年1月27日  | 最佳女主角                          | Lady Gaga                                                                                          | 提名      | [ 109 ]         |
| 美國演員工會獎                         | 2019年1月27日  | 最佳男配角                          | 山姆·埃利奧特                                                                                      | 提名      | [ 109 ]         |
| 西雅图影评人协会                       | 2018年12月17日 | 最佳影片                            | 《一个明星的诞生》                                                                                 | 提名      | [ 110 ] [ 111 ] |
| 西雅图影评人协会                       | 2018年12月17日 | 最佳导演                            | 布萊德利·庫柏                                                                                      | 提名      | [ 110 ] [ 111 ] |
| 西雅图影评人协会                       | 2018年12月17日 | 最佳男主角                          | 布萊德利·庫柏                                                                                      | 提名      | [ 110 ] [ 111 ] |
| 西雅图影评人协会                       | 2018年12月17日 | 最佳女主角                          | Lady Gaga                                                                                          | 提名      | [ 110 ] [ 111 ] |
| 摄影师学会                             | 2019年1月26日  | 年度摄影师                          | 斯科特·坂本                                                                                        | 獲獎      | [ 112 ]         |
| 圣路易斯影评人协会                     | 2018年12月16日 | 最佳影片                            | 《一个明星的诞生》                                                                                 | 獲獎      | [ 113 ]         |
| 圣路易斯影评人协会                     | 2018年12月16日 | 最佳导演                            | 布萊德利·庫柏                                                                                      | 提名      | [ 113 ]         |
| 圣路易斯影评人协会                     | 2018年12月16日 | 最佳男主角                          | 布萊德利·庫柏                                                                                      | 提名      | [ 113 ]         |
| 圣路易斯影评人协会                     | 2018年12月16日 | 最佳女主角                          | Lady Gaga                                                                                          | 亚军      | [ 113 ]         |
| 圣路易斯影评人协会                     | 2018年12月16日 | 最佳改编剧本                        | 艾瑞克·罗斯、布萊德利·庫柏、威尔·法特斯                                                            | 提名      | [ 113 ]         |
| 圣路易斯影评人协会                     | 2018年12月16日 | 最佳摄影                            | 马修·利巴提克                                                                                      | 提名      | [ 113 ]         |
| 圣路易斯影评人协会                     | 2018年12月16日 | 最佳剪辑                            | 杰伊·卡西迪                                                                                        | 提名      | [ 113 ]         |
| 圣路易斯影评人协会                     | 2018年12月16日 | 最佳电影原声                        | 《一个明星的诞生》                                                                                 | 提名      | [ 113 ]         |
| 瑞士音乐奖                             | 2020年2月28日  | 最佳国际热曲                        | 《浅滩》                                                                                           | 獲獎      | [ 114 ]         |
| TEC奖                                  | 2020年1月18日  | 电影音效制作                        | 《一个明星的诞生》                                                                                 | 提名      | [ 115 ] [ 116 ] |
| TEC奖                                  | 2020年1月18日  | 录制/唱片                           | 《一个明星的诞生》                                                                                 | 獲獎      | [ 115 ] [ 116 ] |
| TEC奖                                  | 2020年1月18日  | 录制/单曲                           | 《永遠記得我們現在的樣子》                                                                         | 提名      | [ 115 ] [ 116 ] |
| 青少年选择奖                           | 2019年8月11日  | 最佳剧情片男主角                    | 布萊德利·庫柏                                                                                      | 提名      | [ 117 ]         |
| 青少年选择奖                           | 2019年8月11日  | 最佳剧情片女主角                    | Lady Gaga                                                                                          | 提名      | [ 117 ]         |
| 青少年选择奖                           | 2019年8月11日  | 最佳音乐协作                        | 《浅滩》                                                                                           | 提名      | [ 117 ]         |
| 青少年选择奖                           | 2019年8月11日  | 最佳电影插曲                        | 《浅滩》                                                                                           | 提名      | [ 117 ]         |
| 青少年选择奖                           | 2019年8月11日  | 最佳组合                            | Lady Gaga、布萊德利·庫柏                                                                           | 提名      | [ 117 ]         |
| 威尼斯电影节                           | 2018年9月8日   | 史密瑟斯基金奖                      | 《一个明星的诞生》                                                                                 | 獲獎      | [ 118 ]         |
| 华盛顿特区影评人协会                   | 2018年12月3日  | 最佳影片                            | 《一个明星的诞生》                                                                                 | 提名      | [ 119 ]         |
| 华盛顿特区影评人协会                   | 2018年12月3日  | 最佳导演                            | 布萊德利·庫柏                                                                                      | 提名      | [ 119 ]         |
| 华盛顿特区影评人协会                   | 2018年12月3日  | 最佳男主角                          | 布萊德利·庫柏                                                                                      | 獲獎      | [ 119 ]         |
| 华盛顿特区影评人协会                   | 2018年12月3日  | 最佳女主角                          | Lady Gaga                                                                                          | 獲獎      | [ 119 ]         |
| 华盛顿特区影评人协会                   | 2018年12月3日  | 最佳男配角                          | 山姆·埃利奧特                                                                                      | 提名      | [ 119 ]         |
| 华盛顿特区影评人协会                   | 2018年12月3日  | 最佳改编剧本                        | 艾瑞克·罗斯、布萊德利·庫柏、威尔·法特斯                                                            | 提名      | [ 119 ]         |
| 华盛顿特区影评人协会                   | 2018年12月3日  | 最佳摄影                            | 马修·利巴提克                                                                                      | 提名      | [ 119 ]         |
| 华盛顿特区影评人协会                   | 2018年12月3日  | 最佳剪辑                            | 杰伊·卡西迪                                                                                        | 提名      | [ 119 ]         |
| 威比奖                                 | 2019年5月13日  | 音乐视频                            | 《浅滩》                                                                                           | 提名      | [ 120 ]         |
| 威比奖                                 | 2019年5月13日  | 视频预告片                          | 《一个明星的诞生》                                                                                 | 獲獎      | [ 120 ]         |
| 女影评人协会                           | 2018年12月11日 | 最佳银幕情侣                        | 布萊德利·庫柏与Lady Gaga                                                                           | 提名      | [ 121 ]         |
| 世界电影原声学会                       | 2019年10月18日 | 最佳电影原创歌曲                    | Lady Gaga、馬克·朗森、安东尼·罗索曼多、安德鲁·怀亚特：《浅滩》                                     | 獲獎      | [ 122 ]         |
| 美国编剧工会奖                         | 2019年2月17日  | 最佳改编剧本                        | 艾瑞克·罗斯、布萊德利·庫柏、威尔·法特斯                                                            | 提名      | [ 123 ]         |